# Церковь Иоанна Предтечи (Реж)
Це́рковь Иоа́нна Предте́чи (также Церковь Вознесения) — православный храм в городе Реж, Свердловской области.
Решением № 535 Исполнительного комитета Свердловского областного Совета народных депутатов от 31 декабря 1987 года присвоен статус памятника архитектуры регионального значения.

## История
До постройки собственной церкви приход Режевского завода относился к церкви Николая Чудотворца в селе Глинское. Храм построен в 1825—1830 годах на Орловой горе на правом берегу реки Реж. Освящён в 1830 году. В 1850 году приход получает самостоятельность. В приходе три часовни, в его состав также вошла деревня Кочнева-Сергина. Причт состоял из двух священников, диакона и двух псаломщиков. Число прихожан немногим более 6000.
В 1897 году старое деревянное здание было разобрано, а на его месте начато строительство каменного храма, которое было закончено в 1902 году.
В 1934 году запретили колокольный звон. С 1941 года прекращены богослужения. В состав РПЦ здание возвращено в 1991 году. Ведутся восстановительные работы.

## Архитектура
В архитектуре используются приёмы русско-византийского стиля. У здания традиционная для храма трёхчастная форма. Композиция усложнена срезом углов основного объёма, образующих переход к алтарю и притвору с колокольней. Алтарь прямоугольный, со сложной апсидой, наделён куполом.
Храмовая часть на северной и южной сторонах образует выступы, завершённые аттиками. Её увенчание — вытянутый купол на отмеченном тем же вертикализмом барабане, который прорезан высокими арочными окнами. Барабан алтарного купола также восьмигранный, но широкий и низкий, а его окна квадратные. Кроме того, в основании этого купола фальшивые люкарны.
Окна храма, алтаря и притвора — в прямоугольных углублениях, куда вставлены и сандрики, содержащие ряд поребрика. Обрамления проёмов — колонки и рустованный архивольт. На аттике — подобия ширинок и кокошников. Колокольня лёгких изящных форм, с восьмёриковым ярусом звона на четверике, куполком и шпилем.

Виды и внутреннее убранство
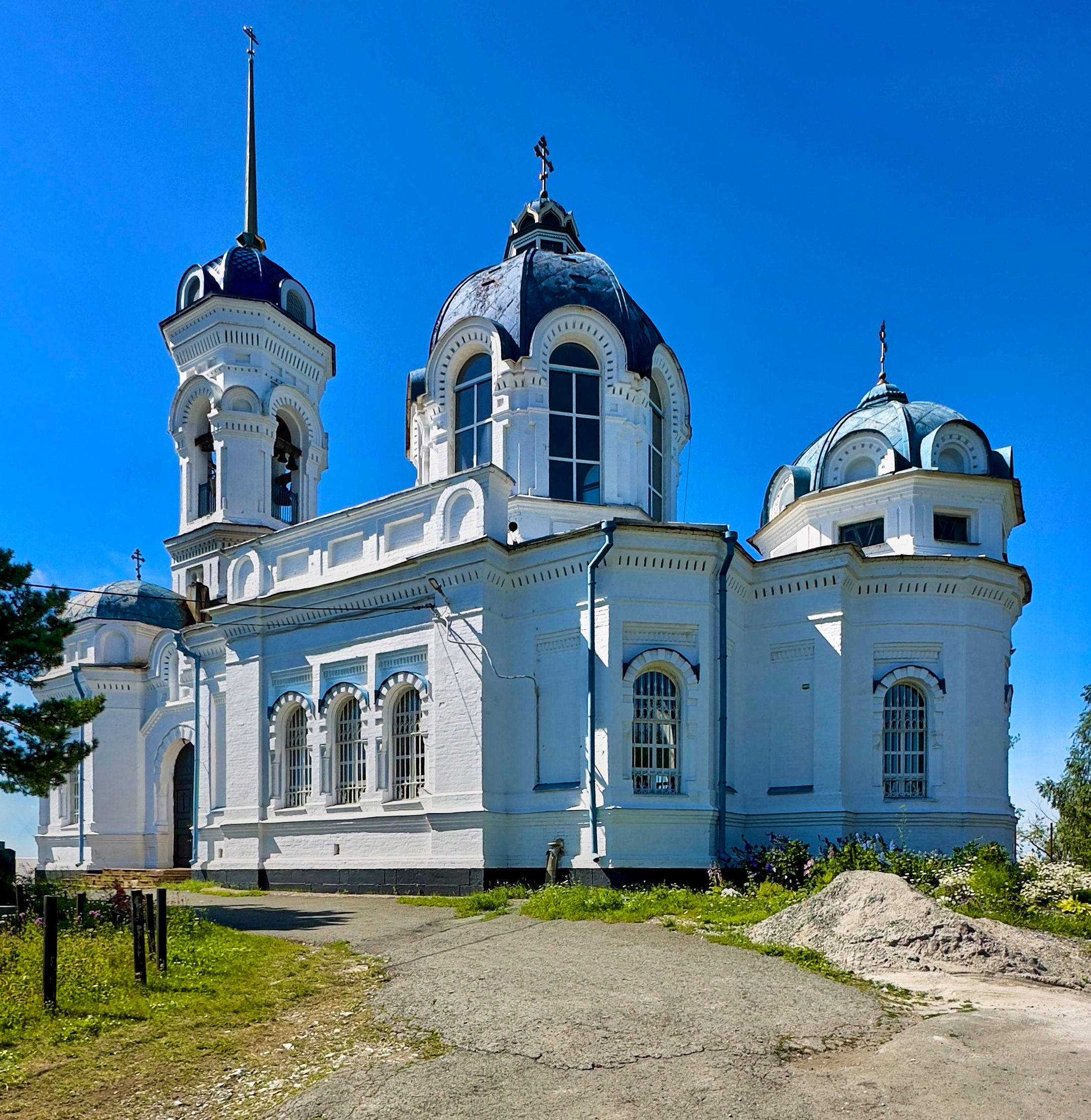
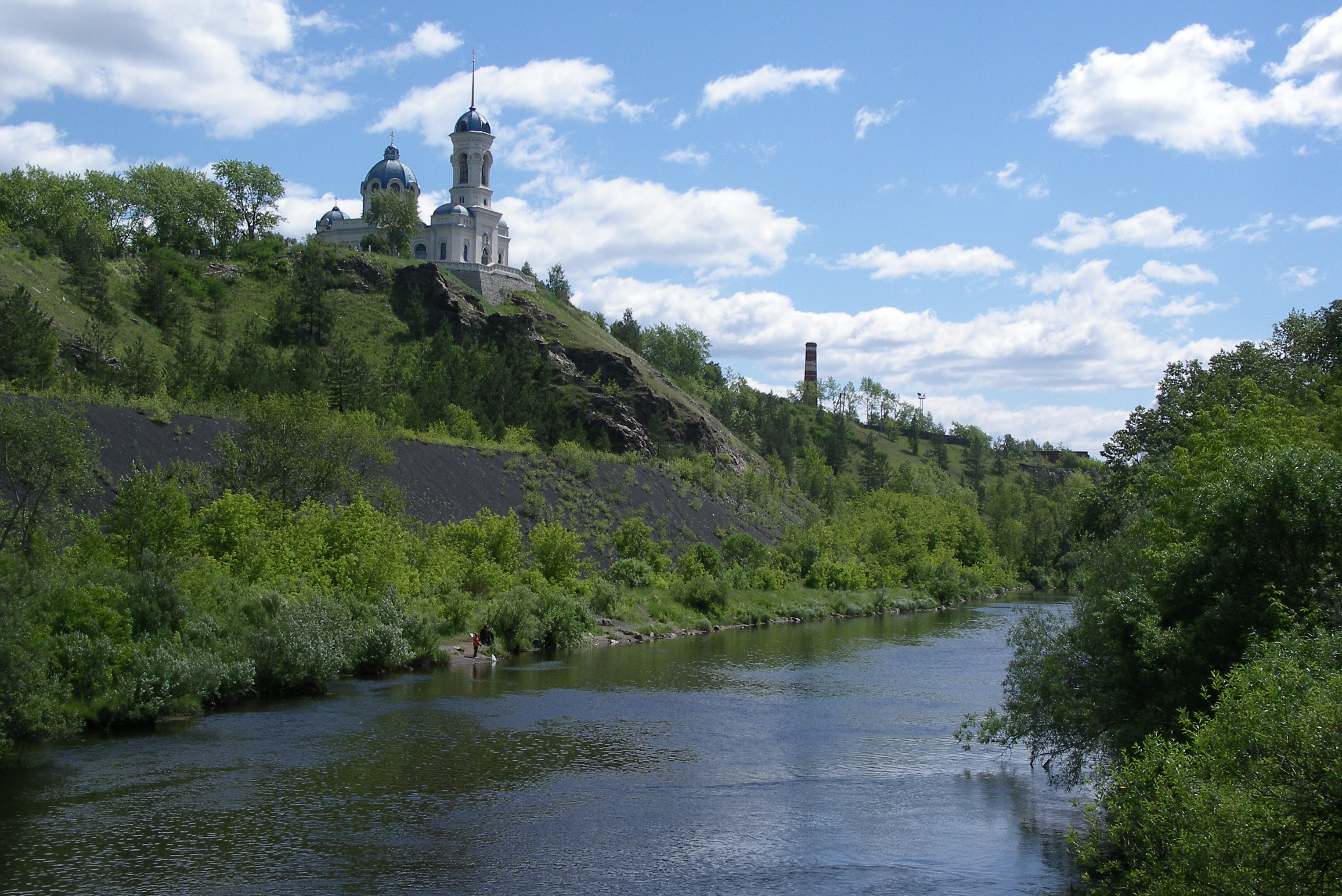
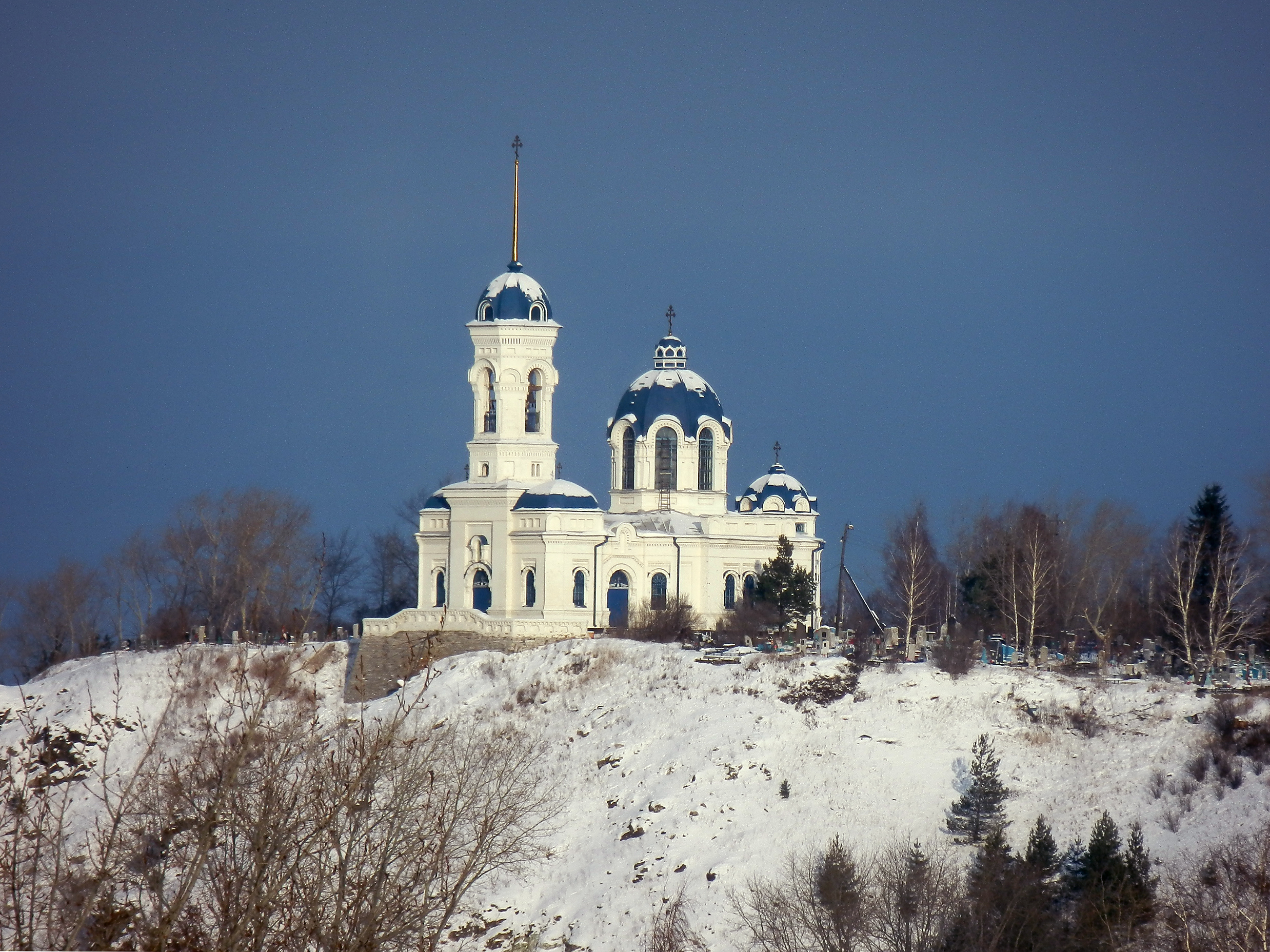
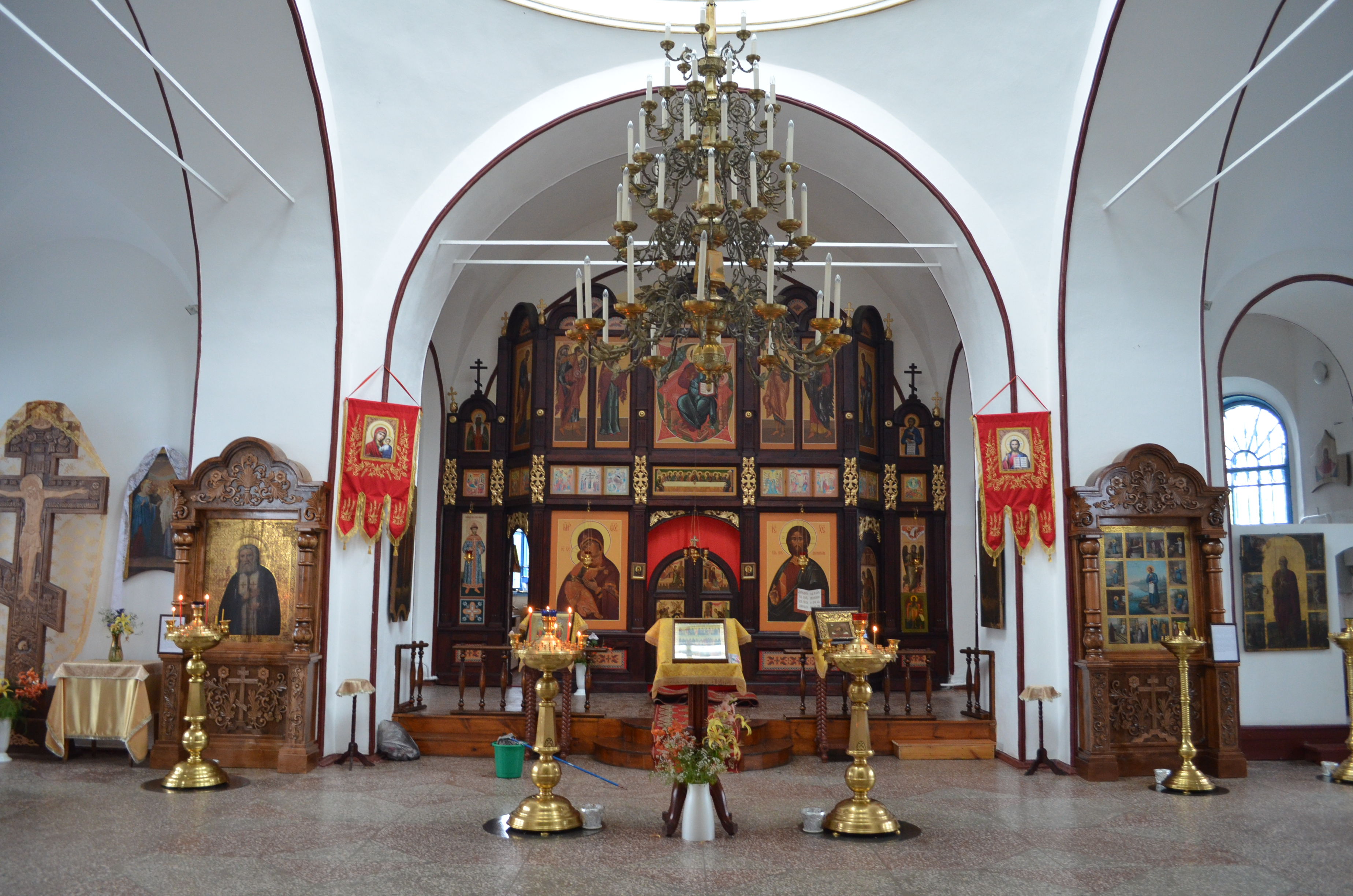
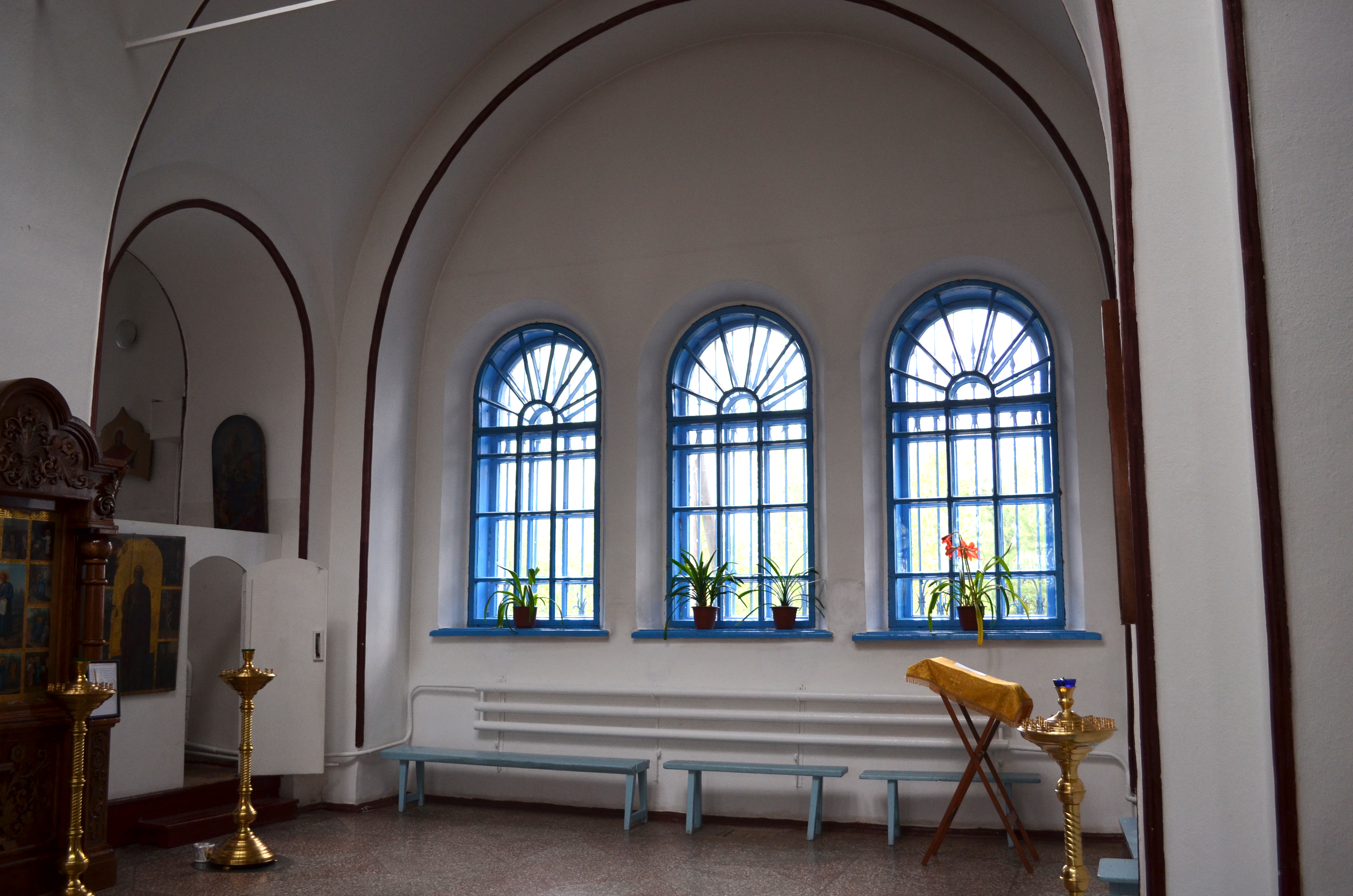
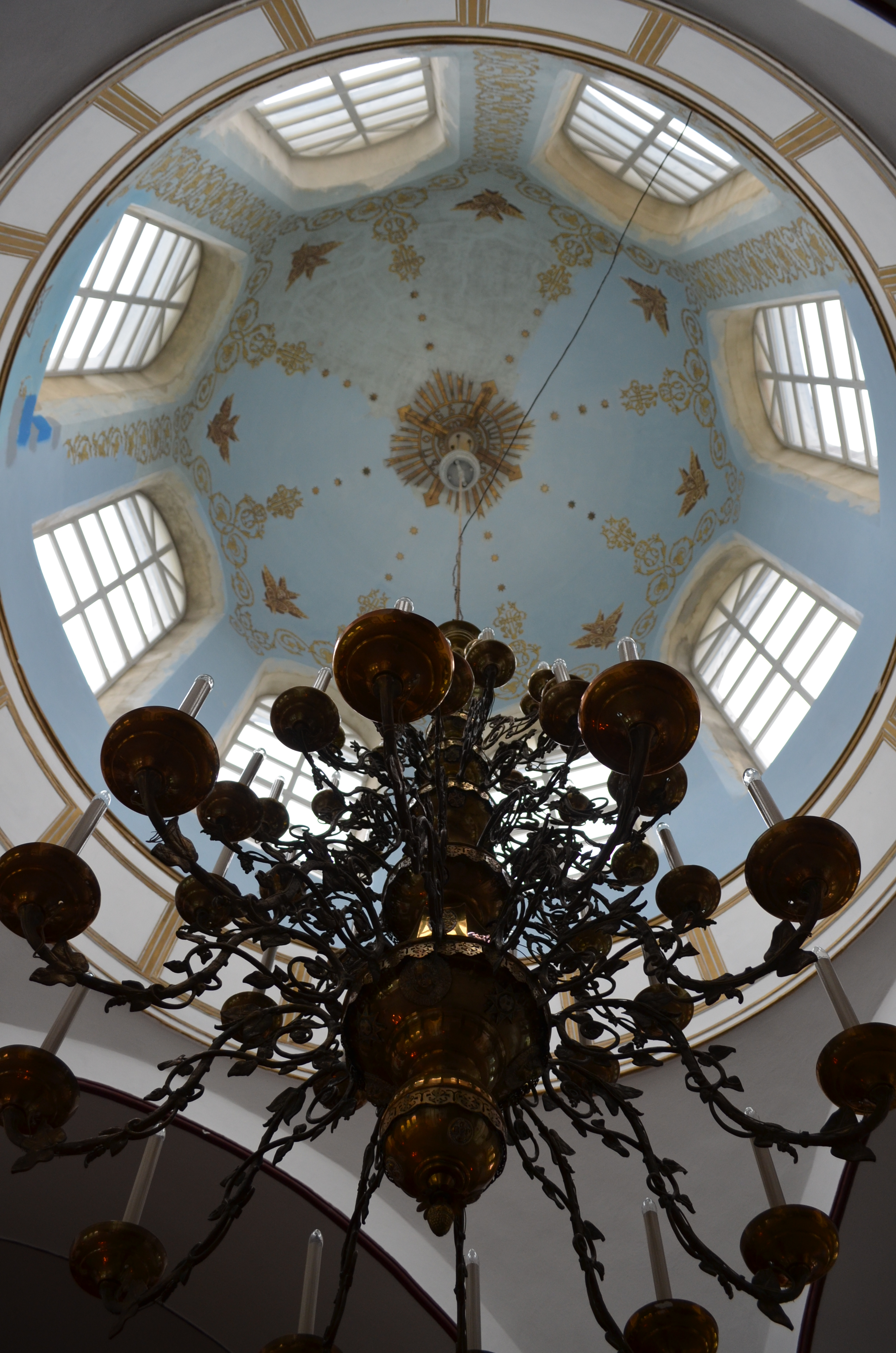